# Stația de cale ferată din Florești
Stația de cale ferată este un complex de clădiri amplasat în Florești, Republica Moldova. Este un monument istoric de importanță națională inclus în Registrul monumentelor Republicii Moldova ocrotite de stat cu nr. 1249 (raionul Florești). Datează din 1894.